# Luigi Vitale
Luigi Vitale est un footballeur italien né le 5 octobre 1987 à Castellammare di Stabia. Il joue au poste de milieu gauche.